# جولی مارال
جولی مارال (انگلیسی: Juli Marial; ۳ آوریل ۱۸۸۵ – ۲۱ مهٔ ۱۹۶۳) بازیکن فوتبال، اهالی کسب‌وکار، و راننده خودروی مسابقه‌ای اهل اسپانیا بود.
از باشگاه‌هایی که در آن بازی کرده‌است می‌توان به باشگاه فوتبال بارسلونا اشاره کرد.